# Geyser
Geyser – jednostka osadnicza w Stanach Zjednoczonych, w stanie Montana, w hrabstwie Judith Basin.